# Светлый (Новосибирская область)
Светлый — посёлок в Коченёвском районе Новосибирской области России. Входит в состав Прокудского сельсовета. 

## География
Площадь посёлка — 131 гектар.

## Население
| 2002 | 2007 | 2010 |
| ---- | ---- | ---- |
| 562  | ↗602 | ↘559 |

## Инфраструктура
В посёлке по данным на 2007 год функционируют 1 учреждение здравоохранения и 1 учреждение образования.